# William Savage (nhà điểu học)
William Savage (2 tháng 9 năm 1832 – 7 tháng 7 năm 1908) là một nhà điểu học và họa sĩ người Mỹ gốc Anh. Ông đã vẽ các bức tranh dựa trên những con chim mà ông săn hoặc được cho và sau đó minh họa lại chính xác hình ảnh của con chim đó. Phần lớn sự công nhận đối với tác phẩm của ông diễn ra sau khi ông qua đời.

## Cuộc đời
William Savage sinh ngày 2 tháng 9 năm 1832 tại Greens Norton, Northamptonshire, Anh. Sau khi cha ông qua đời khi ông mới 18 tháng tuổi, ông đã được người bà nuôi dưỡng cho đến khi lên 7 tuổi. Chú của Savage, cũng tên là William Savage, đã tiếp quản quyền giám hộ và dạy cho ông cách may. Vào năm 1846, lúc này Savage 14 tuổi, ông cùng chú của mình di chuyển đến Quận Cayuga, New York và ông đi học tại đây, làm việc trong một trang trại và may vá. Khoảng năm 1850, Lancelot Turk, một cư dân tại New York, đã khuyến khích Savage vẽ những bức tranh có kích thước như thật về các loài chim. Savage được chủ của mình trả 1,50 USD để vẽ hình một chiếc máy thu hoạch cỏ và ngũ cốc vào tháng 1 năm 1854. Tuy nhiên thời điểm này, thu nhập của Savage không chủ yếu đến từ các bức tranh mà ông vẽ. Savage đã kết hôn với Anna Savage, con gái nuôi của Samuel Savage (chú bác của cha ông) vào năm 1853. Cả hai sau đó sinh một người con trai tên là Walter Giles Savage vào tháng 7 năm 1854. Đến tháng 10 năm 1855, gia đình ông chuyển đến Salem, Iowa, nơi chú ông đang sống và năm đứa con khác của ông được sinh ra trong một trang trại tại đây. Savage đã tham dự các buổi tụ tập tại nhà thờ và giúp đỡ những người bị bệnh hoặc người già. Ông cũng chính thức trở thành công dân Mỹ vào năm 1888.

## Sự nghiệp

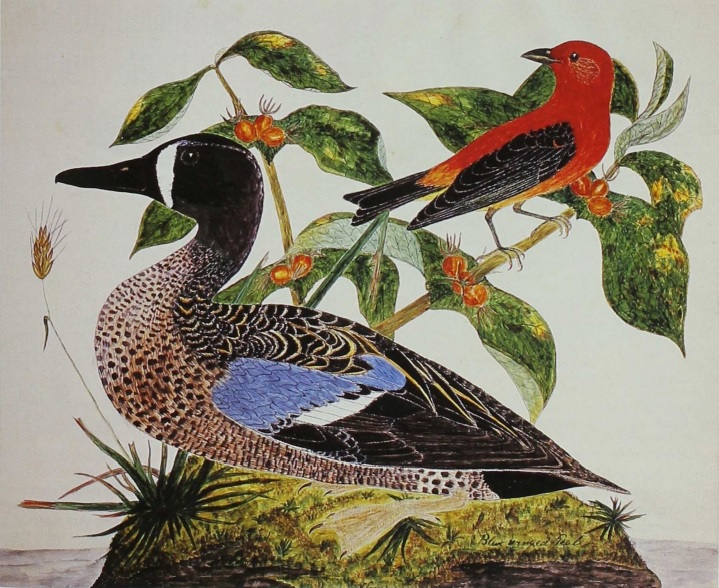
Bức tranh vẽ chim mòng két cánh lam và loài chim săn mồi Scarlet tanager của William Savage.

Savage đã vẽ những bức tranh về các loài chim ngay sau khi di cư đến Iowa, bao gồm cả một con chim kéo mà ông săn bắt được để đo đạc kích thước. Ông làm thợ may vào mùa đông năm 1855. Từ tháng 3 năm 1856, Savage bắt đầu ghi chép nhật ký bao gồm những câu thành ngữ, công việc hàng ngày và các cuộc gặp mặt với người khác. Savage còn giúp xây dựng một trường học trên đất của mình và là giám đốc, nhưng sau đó ông rời khỏi vị trí này khi có người nói rằng Savage không phải là công dân Mỹ. Ông đã có được một khoản thu nhập bằng việc may đồ và bán động vật cùng với lông chim, trứng và da lông. Ghi chép đầu tiên trong nhật ký của Savage về những bức tranh chim ông vẽ là vào ngày 30 tháng 7 năm 1856, trong đó ông viết "Mưa, vẽ một con chim". Savage đã viết trong nhật ký của mình, khoảng các năm từ 1856 đến 1871, rằng ông chỉ vẽ hai con chim mỗi năm, chẳng hạn như loài chim gõ kiến Dryocopus pileatus.

### Kĩ thuật
Để bắt đầu vẽ các bức tranh chim, Savage đã săn chim hoặc được người khác cho và đầu tiên là phác thảo chúng bằng bút chì, sau đó phác vẽ phần lông, các đường nét và khối lượng của con chim. Tiếp đó, ông đo từng kích thước con vật và chuyển các thông số đó sang giấy. Sau khi làm ướt bàn chải của mình bằng lưỡi hoặc nước, Savage sẽ thử nghiệm màu sơn nước và so sánh nó với chú chim. Ban đầu, Savage làm bàn chải từ lông thú ông săn được, nhưng sau đó ông đã mua bàn chải lông lạc đà. Ông thường mất vài ngày cho các bước vẽ tranh.

### Chất lượng và đối tượng
Các tác phẩm tranh vẽ của Savage đa dạng về chất lương từ thấp đến cao, nhưng những bức vẽ chim của ông đều chi tiết và chính xác. Các loài chim trong tranh của Savage rất dễ để nhận biết, tuy nhiên một số loài lại bị gọi sai tên. Ông chủ yếu vẽ các loài chim phía đông nam Iowa như chim sáp Bohemian, chim chích chòe ăn sâu, chim sẻ Nelson và chim dài Smith. Hầu hết các bức tranh của ông được hoàn thành trong suốt 20 năm cuối đời và mọi người thường đến thăm nhà ông để xem chúng. Savage đã trưng bày các bức tranh của mình tại hội chợ địa phương và 153 bức trong số đó từng được triển lãm tại Hội chợ bang Iowa năm 1907.

## Cái chết và sự công nhận
Savage mất ngày 7 tháng 7 năm 1908. Tờ Des Moines Register ghi nhận Savage là một "nhà tự nhiên học, nghệ sĩ, nhà điểu học xuất sắc và đã để lại cho các thế hệ sau khối lượng thông tin hiếm có về cuộc sống của rừng và một bộ sưu tập tranh tuyệt vời với màu sắc tự nhiên". Bài báo cũng cho biết Savage đã có được sự công nhận cao nhất sau khi chết. Cùng năm này, những tác phẩm của Savage được coi là "bộ sưu tập duy nhất theo kiểu dạng này còn tồn tại". 245 bức tranh của Savage hiện được bảo quản tại Hiệp hội Lịch sử Bang Iowa. Một số mục nhật ký ban đầu của Savage cũng đang lưu giữ tại Thư viện Lịch sử Des Moines.